# Wybory do Parlamentu Europejskiego na Węgrzech w 2014 roku
Wybory do Parlamentu Europejskiego VIII kadencji na Węgrzech zostały przeprowadzone 25 maja 2014. W ich wyniku wybranych zostało 21 europarlamentarzystów. Uprawnionych do głosowania było 8 041 386 osób. Frekwencja wyniosła 28,97%.

## Wyniki
| Lista wyborcza                      | Głosy     | %     | Mandaty | Zmiana |
| ----------------------------------- | --------- | ----- | ------- | ------ |
| Fidesz + KDNP                       | 1 193 991 | 51,48 | 12      | 2      |
| Ruch na rzecz lepszych Węgier       | 340 287   | 14,67 | 3       | –      |
| Węgierska Partia Socjalistyczna     | 252 751   | 10,90 | 2       | 2      |
| Koalicja Demokratyczna              | 226 086   | 9,75  | 2       | 2      |
| Razem 2014 + Dialog na rzecz Węgier | 168 076   | 7,25  | 1       | 1      |
| Polityka Może Być Inna              | 116 904   | 5,04  | 1       | 1      |
| Ojczyzna Nie Na Sprzedaż            | 12 119    | 0,52  | –       | –      |
| Sojusz Márii Seres                  | 9 279     | 0,40  | –       | –      |
| Razem                               | 2 329 304 | 100   | 21      | 1      |